# Basilorne
Basilornis
Genre
Le genre Basilornis regroupe quatre espèces d'oiseaux appartenant à la famille des Sturnidae. Basilorne est le nom français que la nomenclature aviaire en langue française (mise à jour) a donné à ces espèces.

## Liste d'espèces
D'après la classification de référence (version 14.1, 2024) du Congrès ornithologique international (ordre phylogénique) :
- Basilornis celebensis – Basilorne des Célèbes
- Basilornis galeatus – Basilorne huppé
- Basilornis corythaix – Basilorne de Céram